# Liste der Biografien/Sale
Liste der Biografien |
Portal Biografien |
Personensuche
# |
A |
B |
C |
D |
E |
F |
G |
H |
I |
J |
K |
L |
M |
N |
O |
P |
Q |
R |
S |
T |
U |
V |
W |
X |
Y |
Z |
?
 
Sa |
Sb |
Sc |
Sd |
Se |
Sf |
Sg |
Sh |
Si |
Sj |
Sk |
Sl |
Sm |
Sn |
So |
Sp |
Sq |
Sr |
Ss |
St |
Su |
Sv |
Sw |
Sy |
Sz
 
Saa |
Sab |
Sac |
Sad |
Sae |
Saf |
Sag |
Sah |
Sai |
Saj |
Sak |
Sal |
Sam |
San |
Sao |
Sap |
Saq |
Sar |
Sas |
Sat |
Sau |
Sav |
Saw |
Sax |
Say |
Saz
 
Sala |
Salb |
Salc |
Sald |
Sale |
Salf |
Salg |
Salh |
Sali |
Salj |
Salk |
Sall |
Salm |
Saln |
Salo |
Salp |
Salq |
Sals |
Salt |
Salu |
Salv |
Salw |
Saly |
Salz
Die Liste der Biografien führt alle Personen auf, die in der deutschsprachigen Wikipedia einen Artikel haben. Dieses ist eine Teilliste mit 180 Einträgen von Personen, deren Namen mit den Buchstaben „Sale“ beginnt.

## Sale
- Sale, Chic (1885–1936), US-amerikanischer Vaudevilleschauspieler und Komiker
- Sale, George (1697–1736), englischer Orientalist, Koranübersetzer
- Salé, Jamie (* 1977), kanadische Eiskunstläuferin
- Sale, Richard (1911–1993), US-amerikanischer Autor und Filmregisseur
- Sale, Robert Henry (1782–1845), britischer Armeeoffizier
- Sale, Tim (1956–2022), US-amerikanischer Comiczeichner
- Sale, Tony (1931–2011), britischer Ingenieur und Computer-Historiker
- Sale-Barker, Audrey (1903–1994), britische Skirennläuferin und Pilotin

### Salec
- Salech, Yousef (* 2002), dänischer Fußballspieler
- Salecl, Renata (* 1962), slowenische Philosophin, Soziologin und KriminologinRenata Salecl (* 1962)

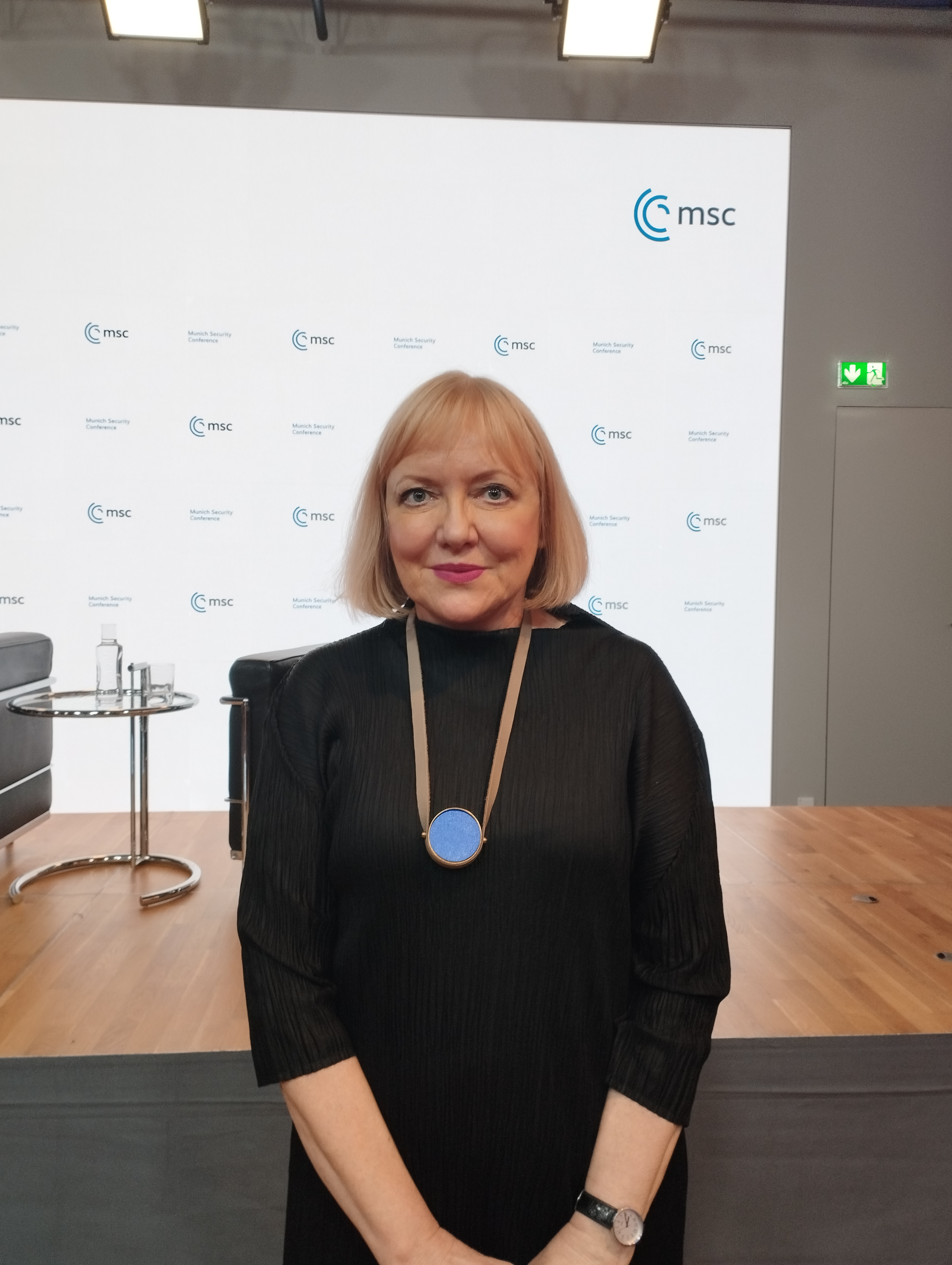
Renata Salecl (* 1962)

### Salee
- Salée, Henrik (* 1955), dänischer Radrennfahrer
- Saleem, Ali (* 1980), pakistanischer Fernsehmoderator
- Saleem, Ameen (* 1979), US-amerikanischer Jazzmusiker (Kontrabass)
- Saleem, Faruq (* 1973), US-amerikanischer Schwergewichts-Boxer
- Saleem, Huner (* 1964), kurdischer Filmregisseur
- Saleem, Jauhar, pakistanischer Diplomat
- Saleem, Mohammad, pakistanischer Squashspieler
- Saleem, Sahar, ägyptische Radiologin
- Saleen, Steve (* 1949), US-amerikanischer Unternehmer und Autorennfahrer

### Saleg
- Salegui, Iñaki (* 1966), spanischer Eishockeyspieler

### Saleh
- Saleh Issa, Aguila (* 1944), libyscher Politiker
- Saleh Mehdi, Sahim (* 1967), jemenitischer Sprinter
- Saleh Mohammed, Osman (* 1948), eritreischer Politiker
- Saleh, Ahmad (* 1980), saudischer Filmregisseur und Drehbuchautor
- Saleh, Ahmed (* 1979), ägyptischer Tischtennisspieler
- Saleh, Ahmed Adam (* 1969), katarischer Marathonläufer
- Saleh, Ahmed Mubarak (* 1988), omanischer Sprinter
- Saleh, Ali Hama (* 1984), kurdischer Politiker
- Saleh, Amrullah (* 1972), afghanischer Politiker, ehemaliger Geheimdienstmitarbeiter und AktivistAmrullah Saleh (* 1972)

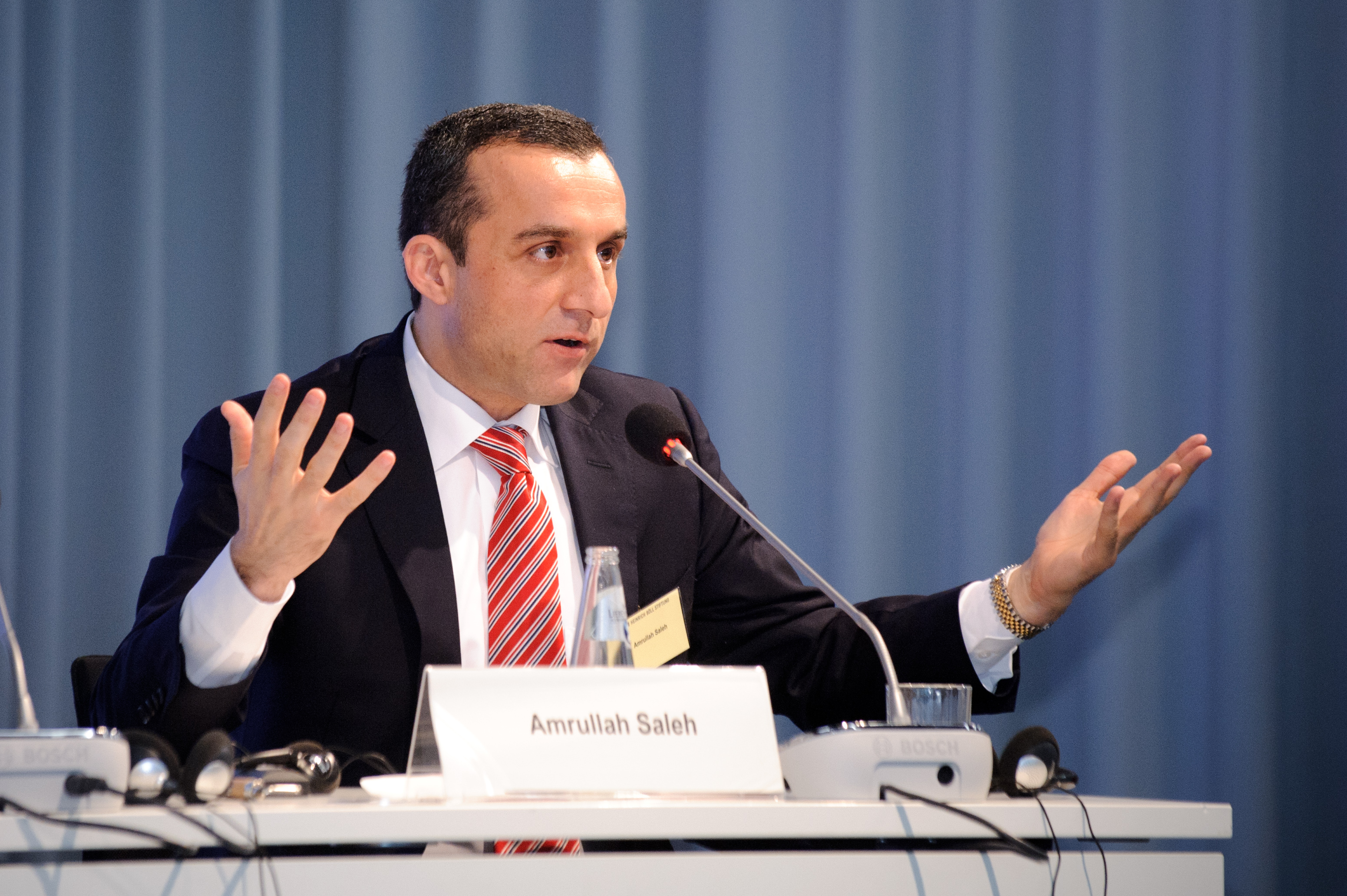
Amrullah Saleh (* 1972)

- Saleh, Bakri Hassan (* 1949), sudanesischer Militär und Politiker
- Saleh, Chaerul (1916–1967), indonesischer Politiker
- Saleh, Dua (* 1994), sudanesisch-US-amerikanische singende und schauspielende Person
- Saleh, Fakhri (* 1957), jordanischer Schriftsteller
- Saleh, Hamed (* 1999), deutscher Fußballspieler
- Saleh, Hamzah (* 1967), saudi-arabischer Fußballspieler
- Saleh, Hosein, iranischer Fußballtrainer
- Saleh, Hussein (* 2004), libanesischer Fußballspieler
- Saleh, Maryam, ägyptische Sängerin, Songwriterin und Schauspielerin
- Saleh, Mataz (* 1996), omanischer Fußballspieler
- Saleh, Mohd Harrif (* 1988), malaysischer Radrennfahrer
- Saleh, Mohd Zamri (* 1983), malaysischer Straßenradrennfahrer
- Saleh, Munira al (* 1985), syrische Sprinterin
- Saleh, Raed (* 1977), deutscher Politiker (SPD), MdARaed Saleh (* 1977)

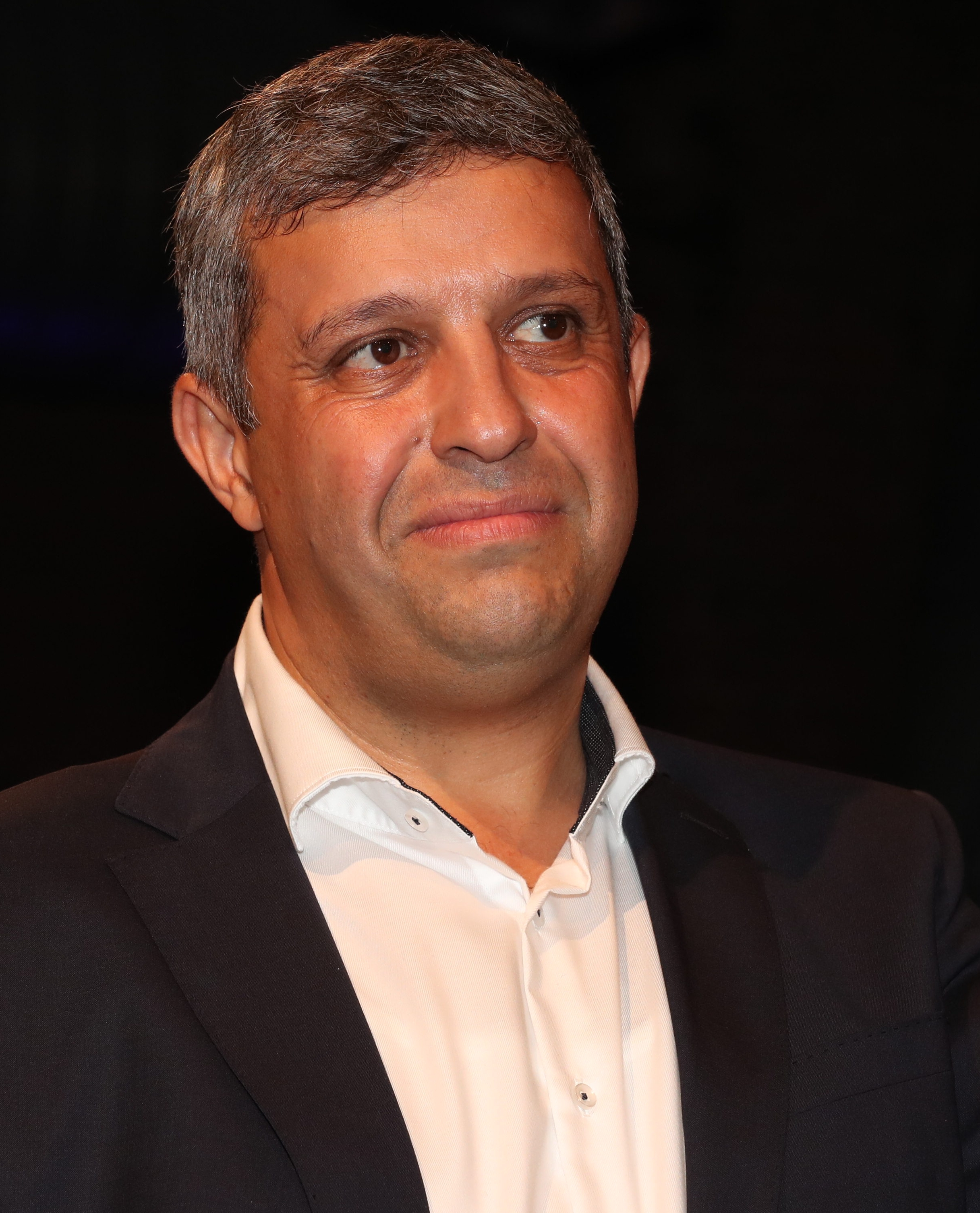
Raed Saleh (* 1977)

- Saleh, Robert (* 1979), US-amerikanischer American-Football-Trainer
- Saleh, Saleh al- (* 1966), saudi-arabischer Fußballspieler
- Saleh, Seyneb (* 1987), deutsche Schauspielerin
- Saleh, Suheib (* 1997), schwedischer Schauspieler
- Saleh, Tania (* 1969), libanesische Sängerin und Songwriterin
- Saleh, Tarik (* 1972), schwedischer Filmregisseur und Drehbuchautor
- Saleh, Taufikurrahman (1949–2023), indonesischer Politiker
- Saleh, Tewfik (1926–2013), ägyptischer Filmregisseur und Drehbuchautor
- Saleh, Yasmin (* 1994), deutsche Schauspielerin, Sängerin und Regisseurin
- Saleh, Yussuf (* 1984), äthiopisch-schwedischer Fußballspieler
- Saleh-Zaki, Dominic (* 1982), deutscher Schauspieler und SängerDominic Saleh-Zaki (* 1982)

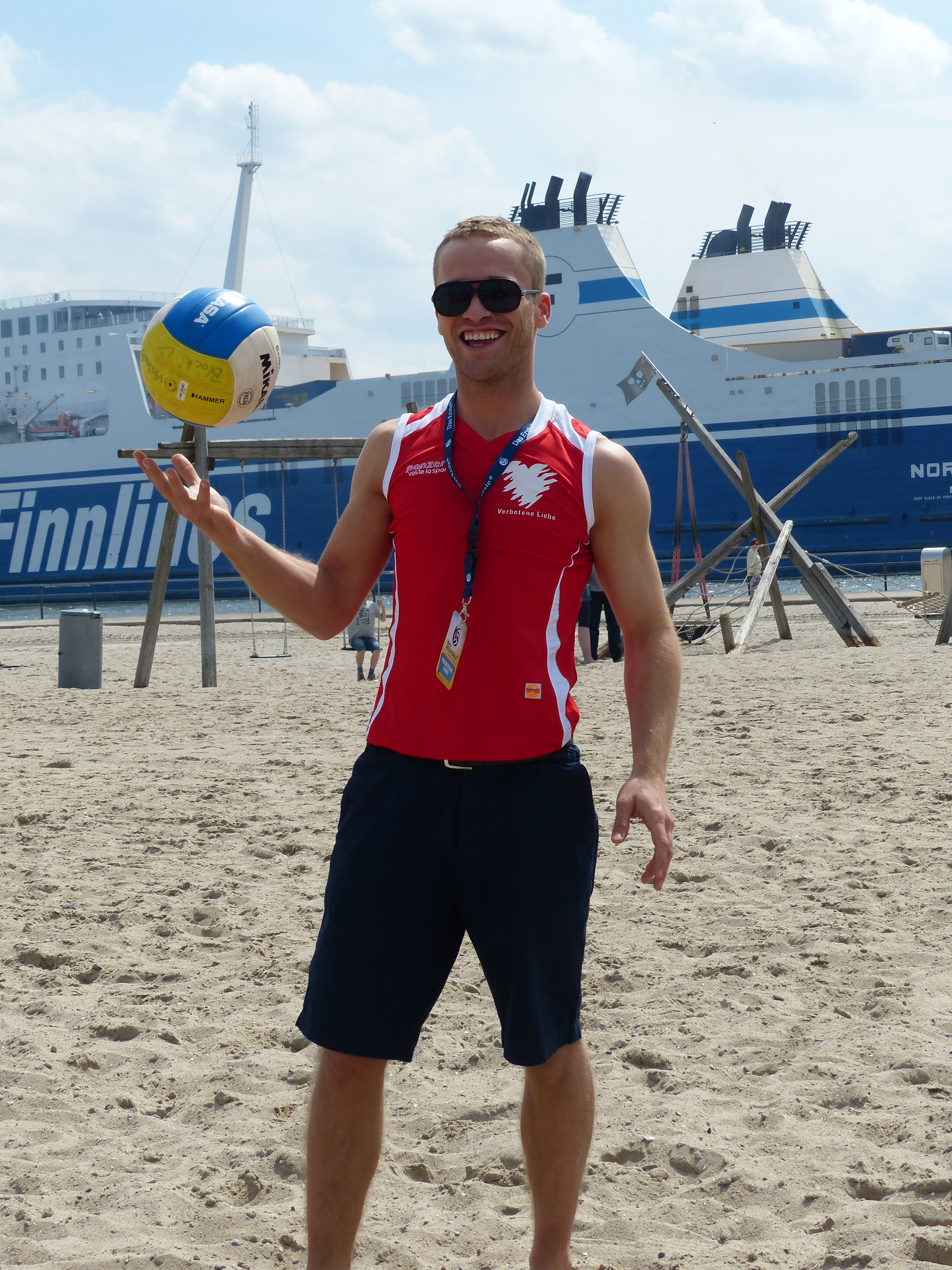
Dominic Saleh-Zaki (* 1982)

- Saleha Mohamed Alam (* 1946), bruneiische Königin
- Salehhuddin, Aruwin (* 2004), malaysische Skirennläuferin
- Salehi Takhasomi, Kuro (* 1992), deutscher E-Sportler
- Salehi, Ali Akbar (* 1949), iranischer Politiker und Hochschullehrer
- Salehi, Toomaj (* 1990), iranischer Rap-Musiker
- Salehian, Farshad (* 1987), iranischer Radrennfahrer
- Salehpour, Mina (* 1985), deutsche Theaterregisseurin

### Salei
- Saleiro, Carlos (* 1986), portugiesischer Fußballspieler

### Salej
- Salej, Ruslan (1974–2011), belarussischer Eishockeyspieler
- Salejew, Jewgeni Sergejewitsch (* 1989), russischer Ringer

### Salek
- Šalek, Martina (* 1994), kroatische Fußballspielerin
- Šálek, Petr (* 1948), tschechischer Fotograf

### Salel
- Salel, Hugues (1504–1553), französischer Dichter und Übersetzer

### Salem
- Salem Hassan, Ahmed, ägyptischer Radrennfahrer
- Salem, Albano, osttimoresischer Politiker und Beamter
- Salem, Angela (* 1988), US-amerikanische Fußballspielerin
- Salem, Carlos (* 1959), argentinischer Schriftsteller
- Salem, Dahlia (* 1971), US-amerikanische Schauspielerin
- Salem, Enrico Paolo (1884–1948), italienischer Bankier und Podestà jüdischer Herkunft
- Salem, Gemma (1943–2020), türkisch-schweizerische Schriftstellerin
- Salem, Hussein (1933–2019), ägyptischer Unternehmer
- Salem, Jaber Saeed (* 1975), bulgarisch-katarischer Gewichtheber
- Salem, Jean (1952–2018), französischer Philosoph
- Salem, Kabary (* 1968), US-amerikanischer Boxer ägyptischer Herkunft
- Salem, Lionel (1937–2024), französischer Chemiker
- Salem, Lyes (* 1973), franko-algerischer Schauspieler und Regisseur
- Salem, Mahdi (* 2004), katarischer Fußballspieler
- Salem, Milad (* 1988), afghanischer Fußballspieler
- Salem, Mohamed (1940–2008), algerischer Fußballspieler
- Salem, Mohanad (* 1985), Fußballspieler aus den Vereinigten Arabischen Emiraten
- Salem, Murray (1950–1998), US-amerikanischer Schauspieler und Drehbuchautor
- Salem, Pamela (1944–2024), britische Schauspielerin
- Salem, Rakad (* 1944), irakisch-palästinensischer Politiker
- Salem, Raphaël (1898–1963), französischer Mathematiker
- Salem, Saleh (* 1993), Schachspieler aus den Vereinigten Arabischen Emiraten, Großmeister
- Salem, Salem Obaid Salem Al Dhaheri, Diplomat der Vereinigten Arabischen Emirate
- Salem, Waheed Khamis al- (* 1960), katarischer Leichtathlet
- Salem, Yannick (* 1983), kongolesischer Fußballspieler
- Salem, Zahed (* 1992), ägyptischer Squashspieler
- Salema, José (* 1970), argentinischer Beachvolleyballspieler
- Saleman, Georg († 1729), deutsch-baltischer Miniaturmaler
- Salemann, Carl (1850–1916), russischer Iranist und Hochschullehrer
- Salemann, Georg (1597–1657), deutsch-baltischer evangelisch-lutherischer Geistlicher, Autor und Übersetzer
- Salemann, Hugo Robertowitsch (1859–1919), russischer Bildhauer und Hochschullehrer
- Salemann, Joachim (1629–1701), deutsch-baltischer lutherischer Geistlicher und Bischof von Estland
- Salemann, Karl Johann (1769–1843), russischer Advokat, Kommunalpolitiker und Bürgermeister von Reval
- Salemann, Robert (1813–1874), russischer Bildhauer und Hochschullehrer
- Salembier, Henri († 1820), französischer Maler, Zeichner und Ornamentstecher
- Salemi, Silvia (* 1978), italienische Sängerin
- Salemiinjehboroun, Bahman (* 1989), iranischer Beachvolleyballspieler

### Salen
- Salén, Dagmar (1901–1980), schwedische Seglerin
- Salén, Gösta (1922–2002), schwedischer Segler
- Salén, Jesper (* 1978), schwedischer Schauspieler
- Salen, Paul (* 1949), französischer Politiker, Mitglied der Nationalversammlung
- Salén, Sven (1890–1969), schwedischer Segler
- Salenger, Meredith (* 1970), US-amerikanische SchauspielerinMeredith Salenger (* 1970)

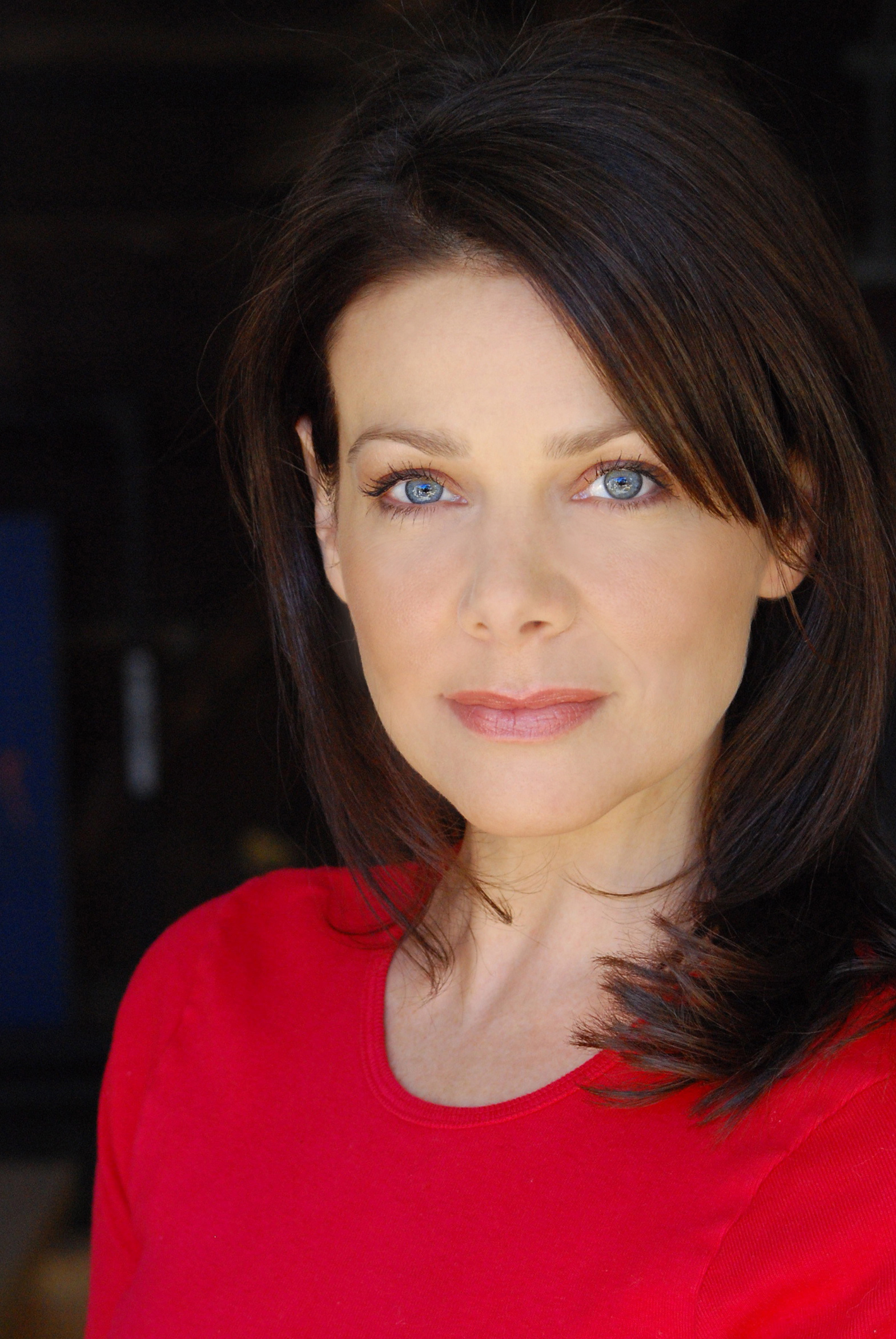
Meredith Salenger (* 1970)

- Salengro, Roger (1890–1936), französischer Politiker, Mitglied der Nationalversammlung, Minister
- Salenko, Oleg Anatoljewitsch (* 1969), sowjetischer, ukrainischer und russischer Fußballspieler
- Salenmon, Konstantin Nathanael von (1710–1797), preußischer Generalleutnant, Chef eines Freibataillons, Kommandant der Zitadelle Wesel, Chef des Gelderischen Landesadministrionskollegiums
- Salentin († 1391), Adliger aus dem Haus Sayn
- Salentin von Isenburg († 1610), Erzbischof von Köln, Bischof von Paderborn, Graf von Grenzau
- Salentin, Hans (1925–2009), deutscher Bildhauer und Maler
- Salentin, Hans-Peter (* 1961), deutscher Jazztrompeter, Komponist und Hochschullehrer
- Salentin, Hubert (1822–1910), deutscher Maler
- Salentin, Rebecca Maria (* 1979), deutsche Schriftstellerin
- Salentinig, Martin (* 1992), österreichischer Fußballspieler
- Salentiny, Fernand (1931–1991), luxemburgischer Pädagoge und Autor historischer Sachbücher

### Saler
- Saler, Hans (* 1947), deutscher Extrembergsteiger und Weltumsegler
- Saler, Joseph Ignaz (1697–1764), deutscher Gold- und Silberschmied
- Saler, Jürgen (* 1977), österreichischer Fußballspieler
- Salera, Daniele (* 1970), italienischer römisch-katholischer Geistlicher, Bischof von Ivrea
- Salern, Joseph Ferdinand Maria von (1718–1805), deutscher Militär und Generalintendant der Hofmusik
- Salerni, Giovanni Battista (1670–1729), italienischer Ordensgeistlicher und Kardinal
- Salerni, María Emilia (* 1983), argentinische Tennisspielerin
- Salerno di Coppo, italienischer Maler
- Salerno, Anthony (1911–1992), US-amerikanischer MobsterAnthony Salerno (1911–1992)

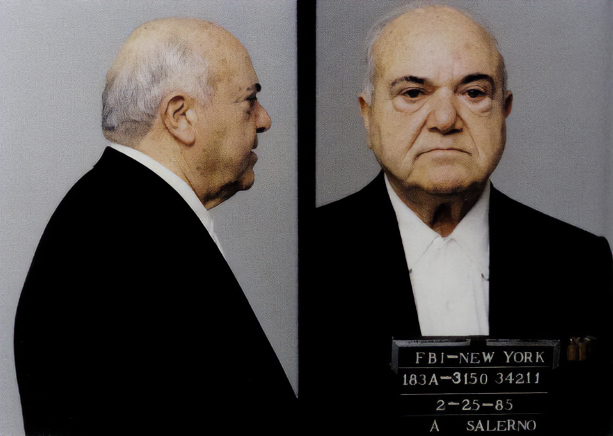
Anthony Salerno (1911–1992)

- Salerno, Cristiano (* 1985), italienischer Straßenradrennfahrer
- Salerno, Enrico Maria (1926–1994), italienischer Schauspieler und Filmregisseur
- Salerno, Francesco Saverio (1928–2017), italienischer Geistlicher, Jurist, Hochschullehrer, Kurienbischof der römisch-katholischen Kirche
- Salerno, José (1914–1984), argentinischer Fußballspieler und -trainer
- Salerno, María (* 1948), spanische Schauspielerin
- Salerno, Nicola (1910–1969), italienischer Liedtexter und Zeichner
- Salerno, Robert (* 1972), US-amerikanischer Filmproduzent
- Salerno, Sabrina (* 1968), italienische DiscosängerinSabrina Salerno (* 1968)

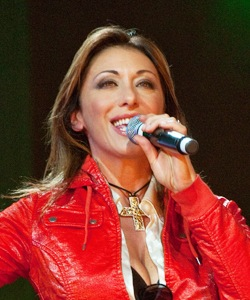
Sabrina Salerno (* 1968)

- Salerno, Sandrine (* 1971), Schweizer Politikerin (SP)
- Salerno, Shane (* 1972), US-amerikanischer Drehbuchautor und Regisseur

### Sales
- Sales de Souza, João Paulo (* 1988), brasilianischer Fußballspieler
- Sales y Ferré, Manuel (1843–1910), spanischer Soziologe
- Sales, André Carlos (* 1998), brasilianischer Mittelstreckenläufer
- Sales, Armando (1887–1945), brasilianischer Politiker
- Sales, Campos (1841–1913), brasilianischer Jurist und Präsident von Brasilien
- Sales, Eugênio de Araújo (1920–2012), brasilianischer Geistlicher, Bischof, Kardinal und Theologe
- Sales, Fernando (* 1977), spanischer Fußballspieler
- Sales, Franz († 1599), franko-flämischer Komponist und Kapellmeister der Renaissance
- Sales, Heitor de Araújo (* 1926), brasilianischer Geistlicher und römisch-katholischer Alterzbischof von Natal
- Sales, Jean-François de (1578–1635), savoyardischer römisch-katholischer Geistlicher, Bischof von Genf
- Sales, Joan (1912–1983), katalanischer Schriftsteller, Übersetzer und Verleger
- Sales, Jules (* 1875), belgischer Radrennfahrer
- Sales, Matheus (* 1995), brasilianischer Fußballspieler
- Sales, Pietro Pompeo (1729–1797), italienischer Komponist
- Sales, Rodrigo (* 1973), US-amerikanischer Unternehmer und Autorennfahrer
- Sales, Severo de (* 1940), mexikanischer Fußballspieler
- Salesa, Jenny (* 1968), neuseeländische Politikerin
- Salesch, Barbara (* 1950), deutsche JuristinBarbara Salesch (* 1950)

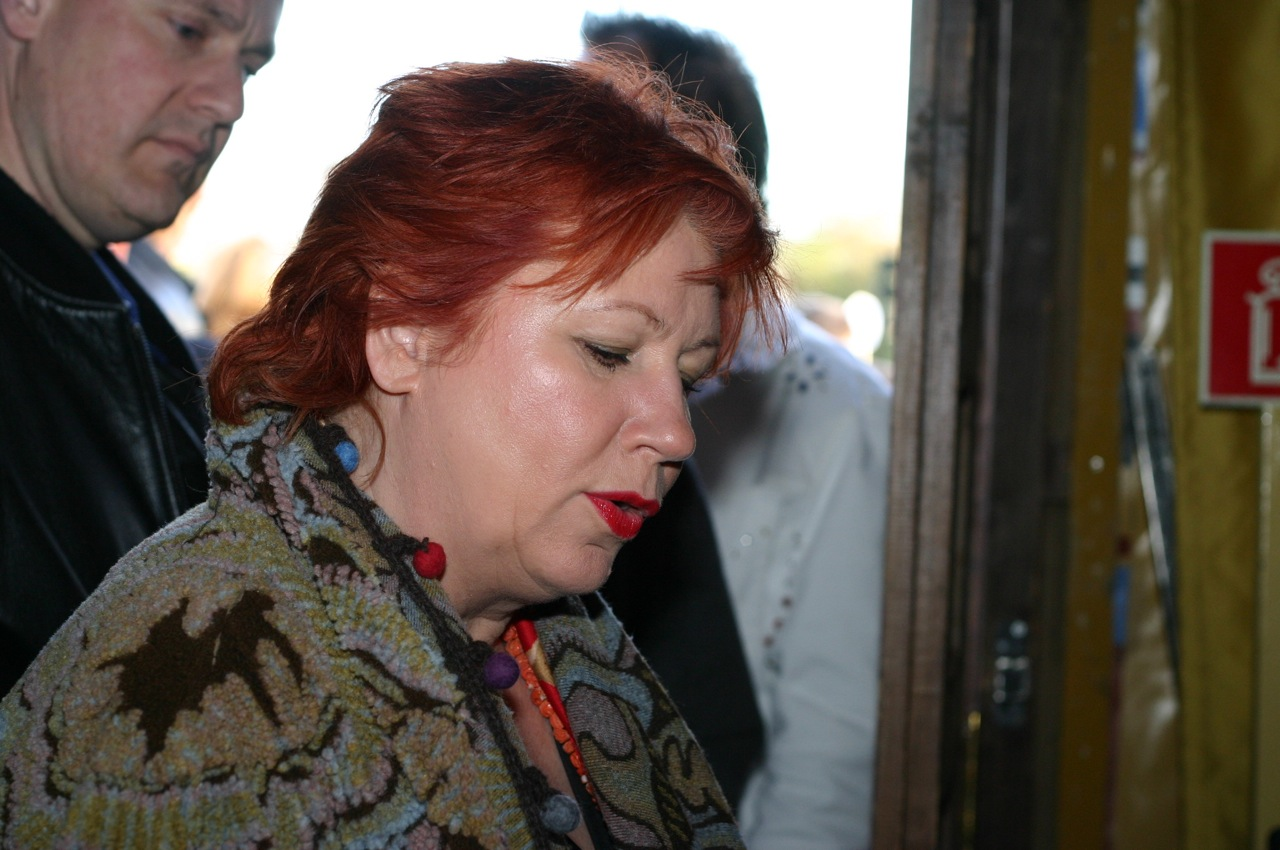
Barbara Salesch (* 1950)

- Saleski, Don (* 1949), kanadischer Eishockeyspieler
- Salesny, Clemens (* 1980), österreichischer Saxophonist und Klarinettist
- Saless, Sohrab Shahid (1944–1998), iranischer Regisseur
- Salesse, Michel (* 1955), französischer Degenfechter
- Salessu, Eugénio (1923–2011), angolanischer Geistlicher und römisch-katholischer Bischof von Malanje

### Salet
- Saleta, Przemysław (* 1968), polnischer Boxer
- Salétros, Anton (* 1996), schwedischer Fußballspieler
- Saletta, Nicole Chérie (* 1986), US-amerikanische Schauspielerin
- Saletta, Sam (* 1984), US-amerikanischer Filmschauspieler und Musiker

### Saleu
- Saleur, Hubert (* 1960), französischer Physiker

### Salev
- Saleva, Eero (* 1995), finnischer Langstreckenläufer
- Saleva, Henry (* 1951), finnischer Eishockeyspieler
- Salevsky, Dieter (1944–2019), deutscher Motorrad-Geländefahrer
- Salevsky, Heidemarie (* 1944), deutsche Dolmetscherin, Übersetzerin, Autorin und Professorin für Translationswissenschaft
- Salevsky, Werner (1940–1991), deutscher Motorradrennfahrer

### Salew
- Salewski, Anatoli (* 1974), ukrainischer Akrobat und Äquilibrist
- Salewski, Christel (* 1962), deutsche Psychologin
- Salewski, Ernst (* 1939), deutscher Kirchenmusiker, Komponist und Kirchenmusikdirektor
- Salewski, Frank (* 1967), deutscher Lehrer und Autor
- Salewski, Hans-Jürgen (* 1956), deutscher Fußballspieler
- Salewski, Michael (1938–2010), deutscher Historiker

### Saley
- Saley, Moussa (* 1943), nigrischer Agronom und Politiker